# Yukon Arctic Ultra
Yukon Arctic Ultra är en uppsättning ultramaratontävlingar längs Yukon Quest i nordvästra Kanada. Det finns tre olika sträckor, 100 miles, 300 miles och 430 miles, och för de två sistnämnda finns tre grenar: mountainbike, crosscountry-skidor samt till fots. Tävlingen äger rum i början av februari varje år, och på grund av kylan anses den vara världens tuffaste ultramaratontävling. 
I februari 2015 deltog svenskarna David Erixon och Niclas Bentzer, och de lyckades fullfölja det längsta loppet på skidor.